# علي باغ

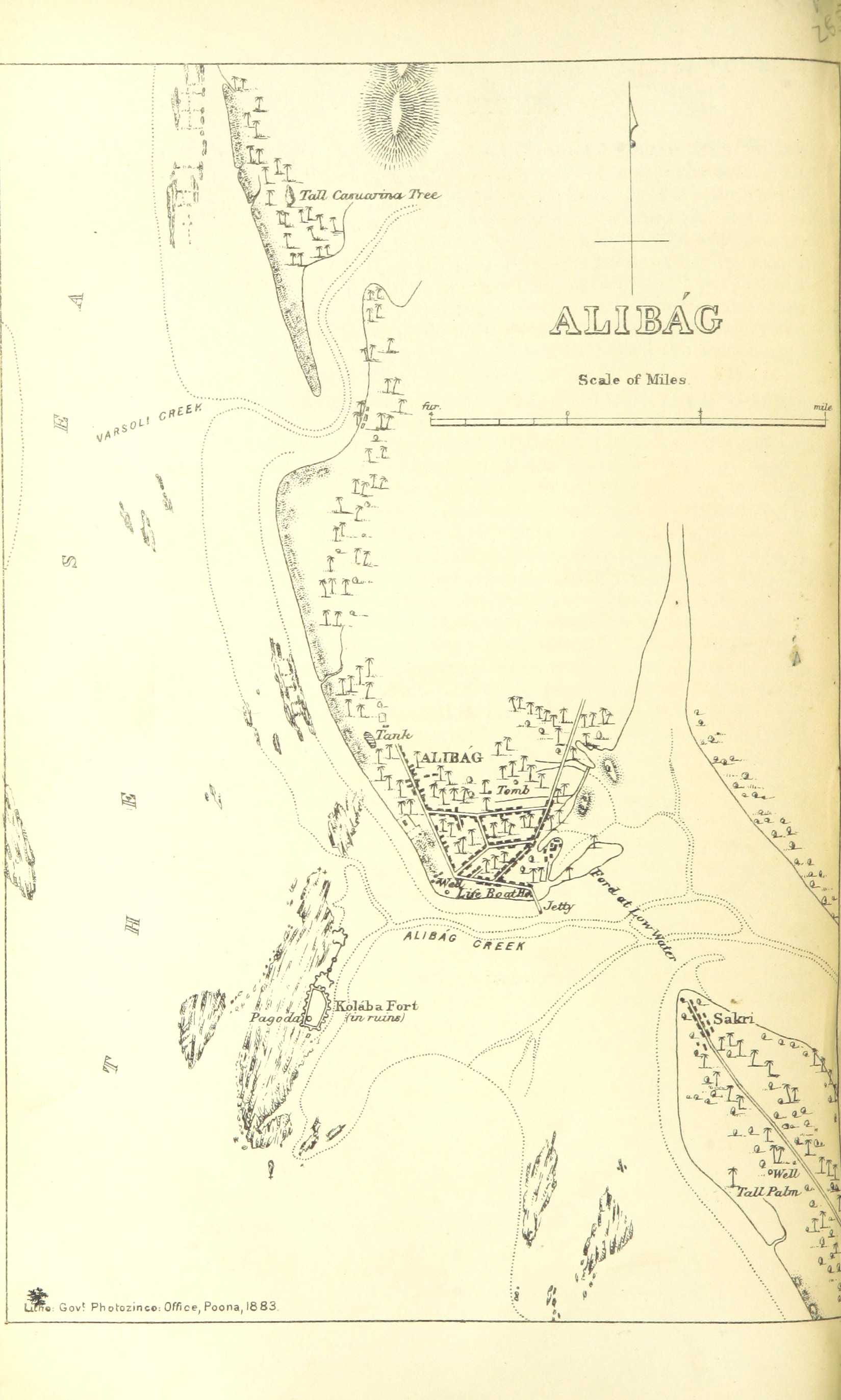
علي باغ 1896

علي باغ (Alibag) هي مدينة ساحلية ومجلس بلدي في منطقة ريقاد في ولاية ماهاراشترا، الهند. وهي مقر منطقة ريقاد وتقع جنوب مدينة مومباي. علي باغ هي جزء من منطقة مومباي متروبوليتان وتقع على مسافة حوالي 96 كم من مومباي و 143 كم من بيون.

## مناخ
| البيانات المناخية لـAlibag (1981–2010, extremes 1933–2012) | البيانات المناخية لـAlibag (1981–2010, extremes 1933–2012) | البيانات المناخية لـAlibag (1981–2010, extremes 1933–2012) | البيانات المناخية لـAlibag (1981–2010, extremes 1933–2012) | البيانات المناخية لـAlibag (1981–2010, extremes 1933–2012) | البيانات المناخية لـAlibag (1981–2010, extremes 1933–2012) | البيانات المناخية لـAlibag (1981–2010, extremes 1933–2012) | البيانات المناخية لـAlibag (1981–2010, extremes 1933–2012) | البيانات المناخية لـAlibag (1981–2010, extremes 1933–2012) | البيانات المناخية لـAlibag (1981–2010, extremes 1933–2012) | البيانات المناخية لـAlibag (1981–2010, extremes 1933–2012) | البيانات المناخية لـAlibag (1981–2010, extremes 1933–2012) | البيانات المناخية لـAlibag (1981–2010, extremes 1933–2012) | البيانات المناخية لـAlibag (1981–2010, extremes 1933–2012) |
| الشهر                                                      | يناير                                                      | فبراير                                                     | مارس                                                       | أبريل                                                      | مايو                                                       | يونيو                                                      | يوليو                                                      | أغسطس                                                      | سبتمبر                                                     | أكتوبر                                                     | نوفمبر                                                     | ديسمبر                                                     | المعدل السنوي                                              |
| ---------------------------------------------------------- | ---------------------------------------------------------- | ---------------------------------------------------------- | ---------------------------------------------------------- | ---------------------------------------------------------- | ---------------------------------------------------------- | ---------------------------------------------------------- | ---------------------------------------------------------- | ---------------------------------------------------------- | ---------------------------------------------------------- | ---------------------------------------------------------- | ---------------------------------------------------------- | ---------------------------------------------------------- | ---------------------------------------------------------- |
| الدرجة القصوى °م (°ف)                                      | 35.9 (96.6)                                                | 38.5 (101.3)                                               | 40.1 (104.2)                                               | 40.0 (104.0)                                               | 38.6 (101.5)                                               | 37.2 (99.0)                                                | 36.5 (97.7)                                                | 33.6 (92.5)                                                | 34.9 (94.8)                                                | 37.6 (99.7)                                                | 37.6 (99.7)                                                | 36.1 (97.0)                                                | 40.1 (104.2)                                               |
| متوسط درجة الحرارة الكبرى °م (°ف)                          | 29.1 (84.4)                                                | 29.3 (84.7)                                                | 30.8 (87.4)                                                | 32.0 (89.6)                                                | 33.4 (92.1)                                                | 31.9 (89.4)                                                | 30.2 (86.4)                                                | 29.7 (85.5)                                                | 30.4 (86.7)                                                | 32.6 (90.7)                                                | 33.0 (91.4)                                                | 31.0 (87.8)                                                | 31.1 (88.0)                                                |
| متوسط درجة الحرارة الصغرى °م (°ف)                          | 17.5 (63.5)                                                | 18.3 (64.9)                                                | 21.0 (69.8)                                                | 23.9 (75.0)                                                | 26.6 (79.9)                                                | 26.2 (79.2)                                                | 25.5 (77.9)                                                | 25.1 (77.2)                                                | 24.4 (75.9)                                                | 23.5 (74.3)                                                | 21.1 (70.0)                                                | 18.8 (65.8)                                                | 22.7 (72.9)                                                |
| أدنى درجة حرارة °م (°ف)                                    | 9.4 (48.9)                                                 | 11.2 (52.2)                                                | 14.2 (57.6)                                                | 17.6 (63.7)                                                | 21.7 (71.1)                                                | 18.3 (64.9)                                                | 20.0 (68.0)                                                | 20.4 (68.7)                                                | 20.1 (68.2)                                                | 16.2 (61.2)                                                | 14.5 (58.1)                                                | 12.7 (54.9)                                                | 9.4 (48.9)                                                 |
| معدل هطول الأمطار مم (إنش)                                 | 0.6 (0.02)                                                 | 0.1 (0.00)                                                 | 0.2 (0.01)                                                 | 0.2 (0.01)                                                 | 16.4 (0.65)                                                | 584.7 (23.02)                                              | 730.7 (28.77)                                              | 555.9 (21.89)                                              | 345.4 (13.60)                                              | 76.2 (3.00)                                                | 7.2 (0.28)                                                 | 3.1 (0.12)                                                 | 2٬320٫7 (91.37)                                            |
| متوسط الأيام الممطرة                                       | 0.0                                                        | 0.0                                                        | 0.1                                                        | 0.0                                                        | 1.0                                                        | 15.4                                                       | 21.3                                                       | 20.4                                                       | 13.1                                                       | 3.5                                                        | 0.5                                                        | 0.3                                                        | 75.6                                                       |
| متوسط الرطوبة النسبية (%) (at {{{time day}}})              | 62                                                         | 63                                                         | 65                                                         | 70                                                         | 72                                                         | 80                                                         | 84                                                         | 83                                                         | 79                                                         | 70                                                         | 65                                                         | 63                                                         | 71                                                         |
| المصدر: دائرة الأرصاد الجوية (الهند)                       |                                                            |                                                            |                                                            |                                                            |                                                            |                                                            |                                                            |                                                            |                                                            |                                                            |                                                            |                                                            |                                                            |